# 有利浩一郎
有利 浩一郎（ありとし こういちろう）は日本の財務官僚。財務省主計局総務課長。主計局主計官兼主計局総務課（企画担当）などを務めてきた。

## 来歴
埼玉県立浦和高等学校、東京大学法学部卒業。1996年 大蔵省入省（銀行局調査課）。2年目からは金融システム改革法案の国会提出手続の作業を任され、調査担当だったフランスの金融法令を全訳した。1998年6月からパリ第2大学へ留学。
理財局財政投融資総括課長補佐（法規）などを経て、2005年7月10日 武雄税務署長。2011年 財務省主計局調査課長補佐。2012年 主計局主計官補佐（地方財政係主査）。2015年7月1日 大臣官房企画官兼大臣官房文書課兼大臣官房文書課調査室長。2019年7月24日 関税局監視課長。全国の空港・海港の税関水際取締を担当。2020年7月22日 主計局調査課長。2021年7月8日 主計局主計官（文部科学担当）。2022年7月1日 主計局主計官（司法・警察、経済産業、環境担当）。経済産業省と協力し、GX経済移行債のスキームを考案した。
2023年7月4日 主計局主計官兼主計局総務課（企画担当）。2023年（令和5年）度補正予算と2024年（令和6年）度予算の編成を通じて膨らんだ歳出構造の正常化に取り組んだ。2024年7月5日 主計局総務課長。

## 略歴
- 1996年4月：大蔵省入省（銀行局調査課）[1]。
- 1998年6月：留学（パリ第2大学）。
- 2000年7月：主計局主計企画官付財政計画第二係長[5]。
- 2001年1月6日：財務省主計局主計企画官付財政計画第二係長[5]。
- 2001年7月：主計局調査課調査第二係長[6]。
- 2002年7月：農林水産省総合食料局品質課。
- 2003年7月：農林水産省消費・安全局表示・規格課長補佐。
- 2004年7月：理財局財政投融資総括課長補佐（法規）[3]。
- 2005年7月10日：武雄税務署長。
- 2006年7月：国際局為替市場課長補佐。
- 2008年7月：主税局税制第二課長補佐（揮発油税）[7]。
- 2009年7月：主税局調査課税制調査室長。
- 2010年7月：主税局税制第三課長補佐（総括） 兼 主税局税制第三課審査室長[8]。
- 2011年：主計局調査課長補佐。
- 2012年：主計局主計官補佐（地方財政係主査）。
- 2013年6月28日：大臣官房文書課長補佐 兼 大臣官房文書課法令審査室長。
- 2014年7月9日：大臣官房文書課長補佐 兼 大臣官房文書課調査室長。
- 2015年7月1日：大臣官房企画官 兼 大臣官房文書課 兼 大臣官房文書課調査室長。
- 2015年7月8日：外務省経済協力開発機構（OECD）日本政府代表部参事官。
- 2019年7月24日：関税局監視課長。
- 2020年7月22日：主計局調査課長。
- 2021年7月8日：主計局主計官（文部科学担当） 兼 主計局調査課長。
- 2021年7月10日：主計局主計官（文部科学担当）。
- 2022年7月1日：主計局主計官（司法・警察、経済産業、環境担当）[4]。
- 2023年7月4日：主計局主計官 兼 主計局総務課（企画担当）。
- 2024年7月5日：主計局総務課長 兼 主計局法規課長 兼 主計局主計官（防衛担当）。
- 2024年7月10日：主計局総務課長 兼 主計局法規課長 兼 主計局主計官（農林水産担当） 兼 主計局主計官（防衛担当）。
- 2024年7月12日：主計局総務課長。